# Libxml2
libxml2 ist eine Programmbibliothek zum Parsen von XML-Dokumenten, die von Daniel Veillard ursprünglich für das Gnome-Projekt entwickelt wurde. Die erste Version von libxml2 erschien im April 2000, aufbauend auf der Vorgänger-Bibliothek libxml, die heute weitgehend bedeutungslos ist. libxml2 wird unter der MIT-Lizenz veröffentlicht.
Die Bibliothek ist in ANSI-C implementiert und wegen der leichten Portierbarkeit mittlerweile unter nahezu allen verbreiteten Betriebssystemen verfügbar. Es gibt APIs für C, C++, C#, Python, Perl, Pascal, Ruby, PHP und andere Programmiersprachen.

## Funktionsumfang
- SAX-Parser
- DOM-Parser
- XPath-Api
- XPointer-Api
- XSL Transformation (mit Zusatzbibliothek libxslt)